# 周枳井溝

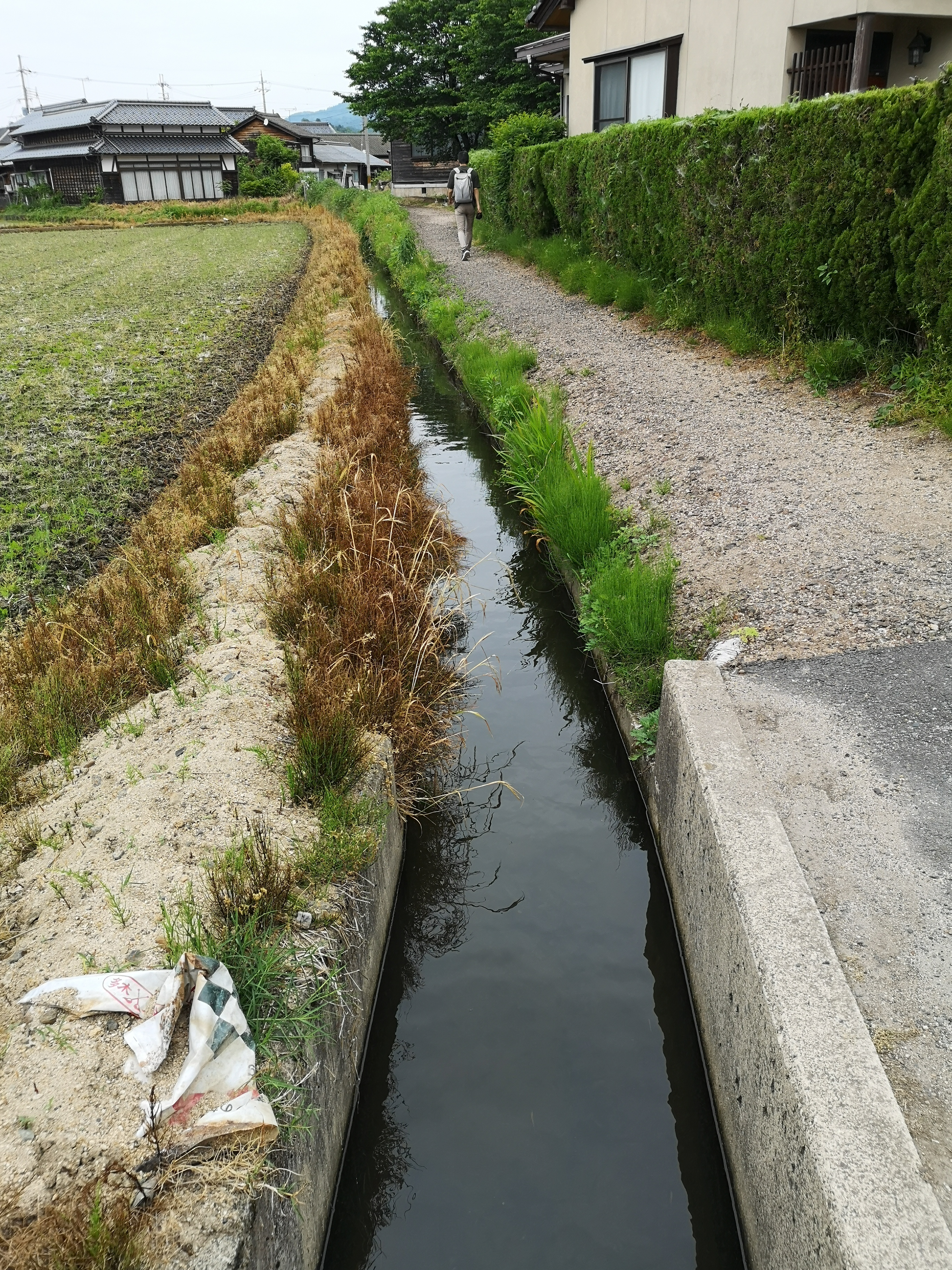
周枳井溝の現存水路

周枳井溝（すきいみぞ）は、1672年（寛文12年）に完成した周枳村（現・京都府京丹後市大宮町周枳）の田圃に水を引くための用水路である。隣村・谷内地内に大堰を設けて谷内・三坂を経由し、周枳まで引水したもので、米800石（約2,000俵）の田圃に水を供給した。
1973年（昭和48年）、竹野川の全面的な河川改修工事で周枳井溝は他の堰と統合して廃止され、21世紀現在には三坂から周枳公民館付近までの水路にのみにその痕跡を留める。撤去された堰に使われていた石材の1本を用い、1978年（昭和53年）に「石明神遺蹟」が建立された。

## 規模

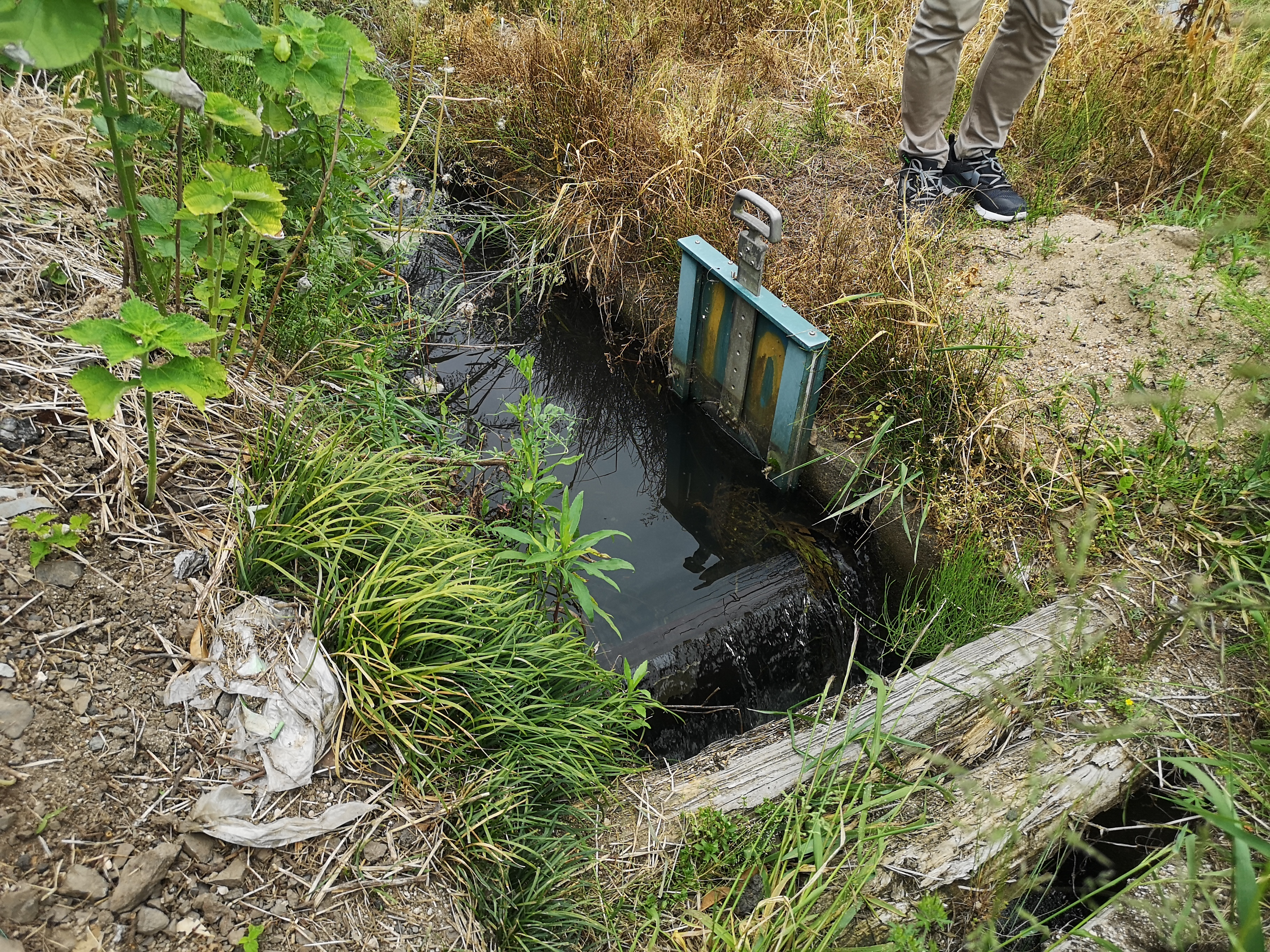
旧周枳小学校跡地の裏に残る周枳井溝の水路

21世紀現在の京丹後市大宮町谷内小字平田にあたる地点で、竹野川の支流・三重谷川に大堰を設け、そこに奥大野小字深田から常吉川を堰き止めた水を引いて合流させ、谷内、三坂の耕地を抜けて周枳まで水を引いた。水路の幅は最大約1.8メートル、総延長4,800メートルの大水路であった。約400本の石材で築造された谷内の大堰は、その後、竹野川の改修で川を付け替えた際、当初の場所より約200メートル上流に移設された。

## 歴史

### 築造の背景
周枳は山が浅く自然流水が少ないため、農業用水の確保は長年の悲願であった。10以上もの溜め池を作って備えたものの事足りなかったため田圃が作れず、畑にしようにも砂質の地質のため乾きが早く、対応に苦慮していた。そのため、明暦年間（1655～1657年）に宮津城の城主であった京極氏に願い出て、竹野川の支流・三重谷川からの引水が計画された。この工事は大半ができあがり完成間近というあたりで、京極氏が改易した影響で中断されてしまう。寛文8年（1668年）9月、時の領主・永井氏の允許を得て、草井藤助が井溝奉行となりその指揮のもと改めて測量が行われた。周枳井溝はその後4年の工事期間を費やして寛文12年（1672年）4月に竣工し、周枳村800石（約2000俵）の田圃の用水を担うこととなった。

### 享保の分水裁判
享保10年（1725年）、丹後地方は大干ばつに見舞われ、谷内村と三坂村は周枳村に対して周枳井溝からの分水を願い出た。分けられるほどの水はないとして周枳村がこれを断ると、谷内・三坂の村人は井溝を9カ所埋め立てて周枳村に水を通さない強硬手段に出た。この事態に宮津藩も仲裁に乗り出すが、当時天領であった谷内・三坂に対して強く出ることはできず、久美浜代官所を頼るよう指示するが、代官所に願い出ても解決には至らなかった。翌、享保11年（1726年）、周枳村は村の代表として3名を江戸に向かわせ、宮津藩を仲立ちとして幕府の寺社奉行・黒田豊前守に直訴した。谷内・三坂から代表者が江戸に召喚されて事情聴取が行われ、周枳村の言い分が認められると、両村が詫び状を書いて一件落着となった。勝訴を得ての帰郷の途で、周枳村代表は鎌倉の鶴岡八幡宮から勝訴と今後の和平を祈願して勧請を行い、幾坂八幡山に八幡神社を建立し、「井溝八幡」として祀った。なお、後に祠は大宮売神社に移されている。
取水を巡る流域の村々との諍いはその後も絶えず、文政9年（1826年）8月16日には、まだ水を必要とする田があったにもかかわらず周枳村の者が村役人の指示を待たずに谷内村や三坂村にかかる掛け樋を周枳村境まで外してしまい、大きな問題となった。

### 谷内大堰
周枳井溝の堰は、本来は常吉川の水を引くものという趣旨により、堰塘の用材は下常吉の山林から伐り出してよいとする領主の認可を得ていたが、大木を切り出すのは運搬に困難があったことから、毎年春に小材を調達して作り直していた。この作業には毎年3日間ほども手をとられることに加え、小材を組んだだけの脆弱な作りであったため大雨の度に流されてしまう難点があった。さらには、約定を破って篝木と称して一尺余りの木を伐り出す者があったり、切こなしと称して多量に持ち去る者があったりなどで、宝暦年間（1751年）以降たびたび常吉村から用材切樵お断りの申し出があり、争論が絶えなかった。文政4年（1821年）以降は番所を設けて見張り人2人が監視にあたるほどで、井溝の改修は村々の大きな負担となっていた。
安政7年（1860年）、谷内の宮の奥山に大きな石があることがわかり、時の領主・松平氏に願い出て堰を石材で作り直す許可を得た。奥大野村の石工の指揮のもと、石材は1尺2寸角で長さ1間以上の切石で400本余りを切り出し、1列に約50本、1段ごとに1尺2寸後退させて8段を築き、高さ9尺6寸、1割法で後ろに9尺6寸ひいて天場を築き、両端の護岸も石垣で築造した。これは、「谷内大堰」と呼ばれる。
谷内大堰の工事は安政6年（1859年）7月に着工、万延元年（1860年）5月に竣工した。谷内大堰は1890年（明治23年）6月18日に増水で東詰4間が損壊して石材40本が流出したものの、捜索の末22本を回収、18本を新たに切り出して復旧し、1973年（昭和48年）の河川改修で撤去されるまで周枳井溝の堰として役目を果たし、その壮観さは、明治・大正期には川向から眺めると「丹後一のナイヤガラの滝なり」と称賛されるものであったという。

### 井溝廃止

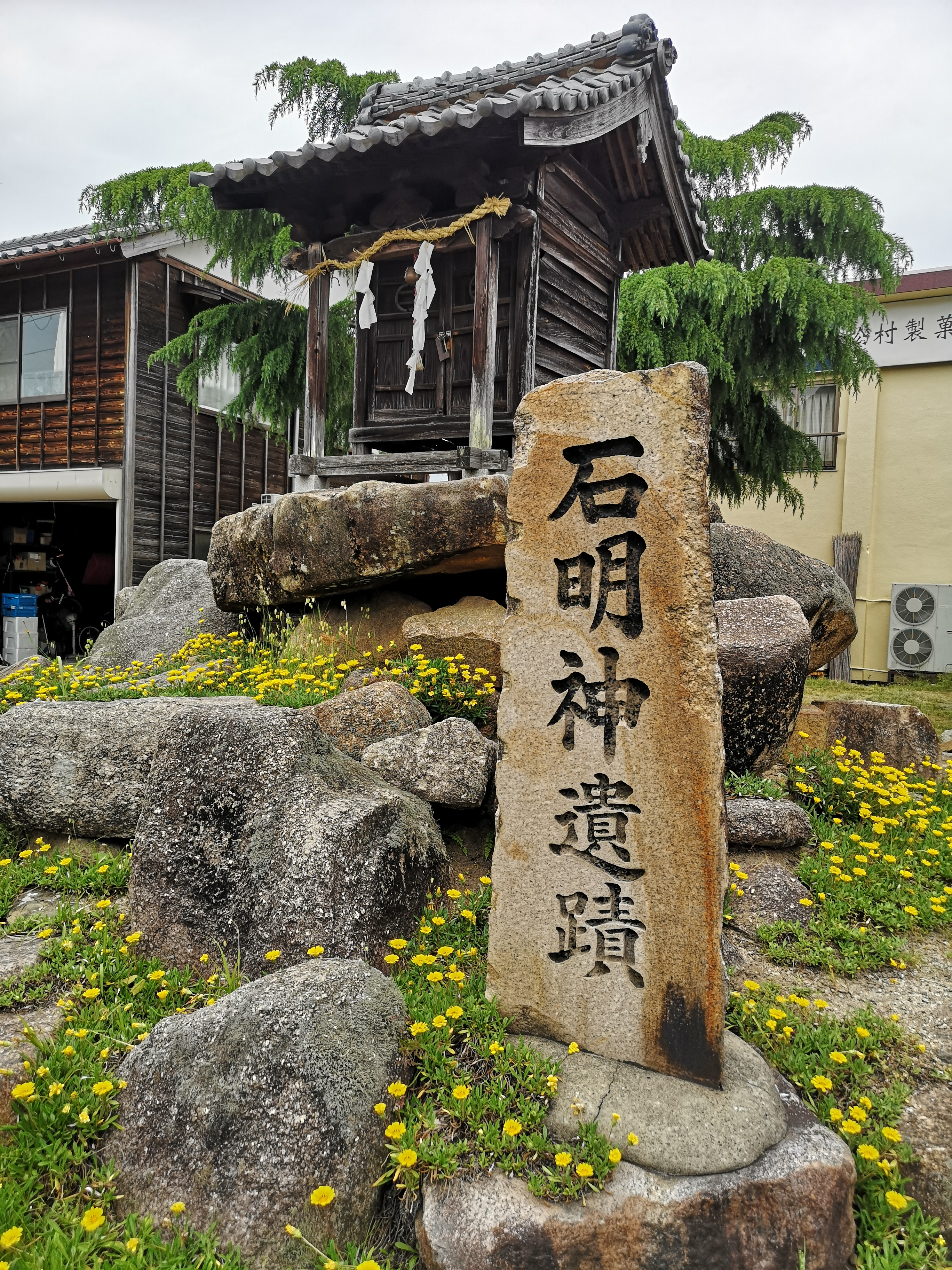
周枳井溝の堰に使われた石材で建立した「石明神遺蹟」

1972年（昭和47年）、台風20号が竹野川流域に大きな被害をもたらし、1973年（昭和48年）竹野川災害復旧助成事業で行われた全面的な河川改修工事で、周枳井溝は上部の中田堰と統合して廃止された。この際に撤去された谷内大堰の石材の一部は、周枳区民グラウンドに並べて置かれている。さらに1984年（昭和59年）に施工された谷内地区の府営圃場整備事業で、谷内地区を縦断する周枳井溝は施工の妨げであるとして撤去され、別途に専用の水路が建設された。
この専用水路の分岐点までは、農業及び生活用水共用の水路が引かれ、圃場整備区域内は専用水路が設置され、三坂地区内から周枳地内までは旧来の水路がそのまま活用されることとなった。周枳と谷内の両地区では、1985年（昭和60年）以後、分水断面は周枳70センチメートル、谷内90センチメートルとして、自然分水によって取水する協定が取り交わされた。